# Anthony Harris (Snookerspieler)
Anthony John Harris (* 19. April 1968) ist ein ehemaliger Snookerspieler aus England. Ab der Saison 1987/88 war er zehn Jahre lang Profispieler.

## Karriere als Snookerspieler
Mit 16 Jahren versuchte Harris 1984, sich über die WPBSA Pro Ticket Series für die Main Tour zu qualifizieren. Nachdem er im ersten Event früh ausgeschieden war, erreichte er beim zweiten Event das Achtelfinale, wo er aber am späteren Sieger Jon Wright scheiterte. Ein Jahr später gelang ihm neben einer Halbfinal- und einer Achtelfinalteilnahme beim ersten Event der Finaleinzug. Er besiegte Tony Putnam mit 5:1, sodass er sich für die Saison 1987/88 einen Platz auf der Profitour sicherte. 1986 wurde er durch einen 13:9-Sieg über Geoff Grennan zusätzlich englischer Amateur-Meister.

### Jahre in den Top 100
Die erste Profisaison begann für Harris ernüchternd: Seine ersten beiden Auftaktpartien verlor er, sodass er erst beim UK Championship sein erstes Spiel gewann, da er den Kanadier Mario Morra im Decider besiegen konnte. Anschließend traf er auf einen weiteren Kanadier, doch Marcel Gauvreau besiegte ihn mit 3:9. Beim nächsten Turnier – dem Classic – gewann er seine Auftaktpartie wieder im Decider, diesmal gegen Greg Jenkins. Anschließend schied er wieder aus, diesmal mit 2:5 gegen Tony Jones. Nach zwei weiteren Auftaktniederlagen konnte Harris zum Saisonabschluss in der WM-Qualifikation den US-Amerikaner Steve Mizerak und seinen Landsmann Mick Price besiegen, ehe er in der drittletzten Qualifikationsrunde an Steve Duggan scheiterte. Auf der Weltrangliste, welche für die Weltranglistenturniere der nächsten Saison als Setzliste verwendet wurde, konnte sich der Neuling auf Platz 116 platzieren.
Seine zweite Profisaison begann für Harris mit einer erneuten Auftaktniederlage, ehe er bei drei Turnieren in Folge dieses Match gewinnen konnte und anschließend ausschied. Sein erster großer Erfolg war dann das zweite Event der WPBSA Non-Ranking-Turnierserie. Dort profitierte er von den kampflosen Aufgaben der Kanadier Jim Bear und Jim Wych, zudem besiegte er den Engländer Vic Harris und den Schotten Jim Donnelly, sodass Harris im Viertelfinale auf den zweifachen Weltmeister Alex Higgins traf, der ihn mit 2:5 besiegen konnte. Nach zwei weiteren Auftaktniederlagen erreichte er beim Classic durch Siege über Jim Bear und Dave Gilbert zum ersten Mal die Hauptrunde eines Weltranglistenturniers. Dort besiegte er in der ersten Runde Barry West im Decider, ehe er in der zweiten Hauptrunde gegen den Waliser Tony Chappel verlor. Bei den beiden nächsten Ranglistenturnieren, den European Open und den British Open, verlor er nach Siegen über Glen Wilkinson und Mark Wildman in der letzten Qualifikationsrunde, zudem erreichte er beim English Professional Championship die Runde der letzten 32. Zum Saisonabschluss besiegte er in der WM-Qualifikation den Südafrikaner Jimmy van Rensberg, ehe er dem Waliser Wayne Jones unterlag. Auf der Weltrangliste verbesserte sich Harris um 42 Plätze auf Rang 74.
Die Saison 1989/90 begann wieder mit zwei Auftaktniederlagen, erst beim WPBSA Non-Ranking 1989 – Event 1 gewann er mit einem 5:2 über Dennis Hughes sein erstes Spiel, doch anschließend unterlag er  mit demselben Ergebnis dem Australier Robby Foldvari. Bei den nächsten drei Ranglistenturnieren gelang ihm der Einzug in die letzte Qualifikationsrunde, wo er aber stets verlor. Beim WPBSA Non-Ranking 1989 – Event 2 zog er ebenfalls in die zweite Runde ein, wo er erneut scheiterte. Nach zwei weiteren Auftaktniederlagen schaffte er bei den British Open wieder ein Sieg, als er mit einem 5:3 über den Südafrikaner François Ellis die zweite und letzte Qualifikationsrunde erreichte, wo er aber vom Waliser Darren Morgan besiegt wurde. Zum Saisonabschluss verlor er neben seiner Auftaktpartie bei den European Open auch seine Auftaktpartie in der WM-Qualifikation. Auf der Weltrangliste rutschte er um fünfzehn Plätze auf Rang 89 ab.

### Absturz und kurzzeitige Verbesserung
Auch die Saison 1990/91 begann wieder mit zwei Auftaktniederlagen, ehe Harris bei den Asian Open gegen Pat Houlihan sein erstes Spiel gewinnen konnte, doch anschließend scheiterte er an seinem Landsmann Brian Rowswell. Nach einer weiteren Auftaktniederlage konnte Harris sowohl beim UK Championship als auch beim Benson & Hedges Championship seine erste Partie gewinnen, ehe er die darauffolgenden Partie verlor. Sein nächstens Spiel gewann er nach zwei Auftaktpleiten erst bei den European Open, als er seinen Landsmann Jonathan Birch mit 5:3 besiegen konnte. Anschließend unterlag er mit demselben Ergebnis dem Nordiren Jack McLaughlin. Auch in der WM-Qualifikation verlor Harris sein Auftaktspiel, er unterlag Rod Lawler mit 5:10. Auf der Weltrangliste rutschte er um 33 Plätze ab und landete auf Rang 122.
Mit dem Anfang der Saison 1991/92 wurde die Tour für alle Spieler geöffnet, sodass Harris deutlich mehr Spiele für eine Hauptrundenteilnahme absolvieren musste. Doch er hatte Erfolg: Zum Saisonstart konnte er beim Dubai Classic die letzte Qualifikationsrunde erreichen, wo er nach Siegen über Hassan Vaizie und Martin Smith an Craig Edwards scheiterte. Nachdem er in der Qualifikation für den Grand Prix an Martin Smith gescheitert war, zog Harris beim Benson & Hedges Satellite Championship in die Runde der letzten 32 ein, wo er dem späteren Viertelfinalisten Willie Thorne unterlag. Beim UK Championship erreichte er erneut die letzte Qualifikationsrunde, in der er im Decider Rex Williams unterlag, bevor er in der Qualifikation fürs Classic in der Runde der letzten 128 verlor. Nach einer Auftaktniederlage bei den Asian Open zog Harris in die letzte Qualifikationsrunde sowohl bei den Welsh Open als auch bei den British Open ein, doch beide Male schied er – erst gegen Cliff Thorburn, dann gegen David Roe – aus. Nach einer weiteren Auftaktniederlage bei den Strachan Open und einem frühen Ausscheiden bei den European Open beendete Harris die Saison mit einer Auftaktniederlage in der WM-Qualifikation, als er dem Iren David McDonnell mit 4:10 unterlag. Auf der Weltrangliste rutschte er um weitere 34 Plätze auf Rang 156 ab.
Die nächste Saison begann für Harris mit einer Reihe von frühen Niederlagen, sodass er erst beim UK Championship seinen ersten großen Erfolg feiern konnte. Durch Siege über Surinder Gill, Chris Cookson und Paul Medati erreichte er die Runde der letzten 96, in welcher er am Iren Eugene Hughes scheiterte. Kleinere Erfolge verbuchte er zudem bei den drei Events der Strachan Challenge, da er in allen drei Turnieren immerhin die Runde der letzten 128 erreichen konnte. Ein weiterer großer Erfolg waren dann die European Open, als er in die erste Hauptrunde einzog, wo er dem Nordiren Dennis Taylor unterlag. Nach einer Auftaktniederlage bei den British Open erreichte Harris auch bei den Asian Open die Runde der letzten 128, wo er aber mit 0:5 gegen den Engländer Guy Dennis verlor. Zum Saisonende besiegte Harris nach einer weiteren Auftaktniederlage – diesmal bei den International Open – in der WM-Qualifikation seinen Landsmann John Knipe sowie Tony Kearney und Steve Meakin, ehe er in der drittletzten von elf Qualifikationsrunden an Wayne Jones scheiterte, der ihn mit 0:10 besiegen konnte. Auf der Weltrangliste konnte Harris sich auf Platz 102 verbessern.

### Letzte Profijahre
Die Saison 1993/94 begann für Harris wieder ernüchternd. Nach zwei Auftaktniederlagen gewann er beim UK Championship gegen den Iren Michael Judge sein erstes Spiel, bevor er am Engländer Darryn Walker scheiterte. Auch bei den darauffolgenden European Open erreichte er die Runde der letzten 128, in welcher er seinem Landsmann Mark Flowerdew unterlag, ebenso bei den International Open und Thailand Open. Neben zwei zwischen den letzten Turnieren liegenden Auftaktniederlagen verlor er auch zum Ende der Saison die letzten drei Auftaktmatchs inklusive der Partie in der WM-Qualifikation. Auf der Weltrangliste spiegelten sich seine Ergebnisse in einem Verlust von 21 Plätzen, sodass er auf Rang 123 abrutschte.
Wie auch schon in der vorherigen Saison zog auch in der Saison 1994/95 Harris nach zwei Auftaktniederlagen sowohl beim UK Championship als auch bei den European Open in die Runde der letzten 128 ein, wo er aber erst an Jim Chambers und dann an Peter Lines scheiterte. Bei den darauffolgenden Welsh Open erreichte er durch Siege über Martin O’Neill und Peter Daubney die Runde der letzten 96, wo er im Decider dem Kanadier Jim Wych unterlag. Nach einer Auftaktniederlage bei den International Open erreichte er bei den letzten drei Turnieren der Saison – die Thailand Open, die British Open und die Snookerweltmeisterschaft – wieder die Runde der letzten 128, wo er aber jedes Mal verlor. Auf der Weltrangliste rutschte er um weitere zwölf Plätze auf Platz 135 ab.
Die nächste Saison verlief deutlich schlechter als die vorherigen Saisons: In zehn Turnieren konnte Harris nur bei den German Open gegen den Iren Donal Bonar mit 5:4 sowie bei den Thailand Open gegen den Italiener Daniele Zagaroli jeweils ein Spiel gewinnen, bevor er auch dort ausschied. Auf der Weltrangliste verschlechterte er sich um 62 Plätze auf Platz 197.
Auch im Verlaufe der Saison 1996/97 konnte Harris in zehn Anläufen wieder nur zwei Auftaktpartien gewinnen, ehe er auch dort ausschied: Beim Grand Prix gelang ihm ein 5:3-Sieg über Tony Kenny und bei den Welsh Open ein 5:2-Sieg über Matthew McGrotty, sodass er auf der Weltrangliste weitere 40 Plätze verlor, um auf Platz 237 zu landen.
In der folgenden Saison trat er nur noch in der WM-Qualifikation an, wo er nach einem 6:3-Sieg über Anthony Massey in der zweiten Qualifikationsrunden am Singapurer Keith E Boon Aun scheiterte. Es sollte seine letzte Profisaison sein: Auf Weltranglistenplatz 237 beendete er seine Karriere.

### Amateurjahre
Knapp vierzehn Jahre nach seinem letzten Profijahr versuchte Harris, sich 2012 über die Q School für die Main Tour wiederzuqualifizieren, wobei er nur im ersten Event ein Spiel gewinnen konnte. Im selben Jahr verlor er bei vier unterschiedlichen Turnieren der PTC seine Auftaktspiele. Im nächsten Jahr nahm er wieder an der Q School teil. Im ersten Event profitierte er von der kampflosen Aufgabe des Chinesen Zhao Xintong, sodass er nach einem 4:0 über Joe Roberts ins Viertelfinale seiner Gruppe einzog, wo er aber an Shane Castle scheiterte. Nach einer Auftaktniederlage im zweiten Event erreichte er im dritten Event das Achtelfinale, wo er aber dem Schotten Rhys Clark unterlag. Ebenfalls 2013 schied er kampflos in der Qualifikation für die Seniorenweltmeisterschaft sowie durch eine 2:4-Niederlage gegen Sydney Wilson in der ersten Qualifikation für den Kay Suzanne Memorial Cup aus. Bei den Antwerp Open besiegte er in der Qualifikation den belgischen Amateurspieler Paul Van Welssenaers sowie den Engländer Ian Glover, bevor er in der letzten Qualifikationsrunde an Ashley Carty scheiterte. Zusammen mit Ex-Profi Robert Marshall gewann Harris 2013 den in Carlow ausgetragenen IBSF World Snooker Team Cup in der „Masters“-Kategorie (Ü40) mit einem 5:0-Sieg über das belgische Team.
Im Jahr 2014 versuchte er erneut, sich über die Q School zu qualifizieren, wobei er im ersten Event nach einem 4:0-Sieg über Billy Brown an Craig Steadman und im  zweiten Event an der mehrfachen Frauenweltmeisterin Reanne Evans scheiterte. 2015 nahm er wieder an der Qualifikation für die Seniorenweltmeisterschaft teil, wo er nach einem Sieg über Shane Haines dem Engländer Darryn Walker unterlag. Im darauffolgenden Jahr verlor er gegen den Waliser Darren Thompson.
Harris ist verheiratet und hat zwei Kinder. Nach seiner Karriere als Snookerspieler bekam er bei der Druckerei Prontaprint einen Job. Harris verblieb im Druckereigewerbe und war Geschäftsführer der Birminghamer Firma Eltom Print, bis diese am 14. August 2018 aufgelöst wurde.

## Erfolge
Einzel
| Ausgang         | Jahr | Turnier                                 | Finalgegner   | Ergebnis |
| --------------- | ---- | --------------------------------------- | ------------- | -------- |
| Amateurturniere |      |                                         |               |          |
| Sieger          | 1985 | WPBSA Pro Ticket Series 87/88 – Event 1 | Tony Putnam   | 5:1      |
| Sieger          | 1986 | English Amateur Championship – South    | Jim Chambers  | 8:3      |
| Sieger          | 1986 | English Amateur Championship            | Geoff Grennan | 13:9     |

Team
| Ausgang         | Jahr | Turnier                               | Teampartner     | Gegner im Finale                 | Endstand |
| --------------- | ---- | ------------------------------------- | --------------- | -------------------------------- | -------- |
| Amateurturniere |      |                                       |                 |                                  |          |
| Sieger          | 2013 | IBSF World Snooker Team Cup – Masters | Robert Marshall | Mario Van Herk Alain Vandersteen | 5:0      |